# Статс-секретар
Статс-секретар (нім. Staatssekretär «державний секретар») — державна посада і/або звання. Найчастіше статс-секретарем називається глава загальнодержавного органу, центрального відомства чи міністерства, член уряду, заступник або помічник міністра в деяких країнах Європи (Німеччина, Швеція) та Росії.